# Vuelta a Chiriquí
Le Vuelta a Chiriquí (en français : Tour de Chiriqui) est une course par étapes panaméenne. L'épreuve ne fait pas partie du calendrier de l'UCI America Tour, mais est la course cycliste au niveau le plus relevé au Panama. Elle attire régulièrement des équipes étrangères, notamment colombiennes.
Créée en 1981, cette course se déroule dans la province de Chiriquí.

## Histoire
M. Fernando Hirzel, un commerçant originaire de Suisse, est le fondateur de la Vuelta Ciclística Internacional a Chiriquí. Au début des années 1960, Hirzel introduit le sport cycliste dans la province de Chiriquí, en organisant des compétitions et en le sponsorisant. À la fin des années 1970, il juge nécessaire la création d'une course plus compétitive, durant plus d'une journée, à l'instar de ce qui se faisait en Suisse. Et en 1981, avec des dirigeants chiricanos, il organise la première édition de la Vuelta a Chiriquí. L'épreuve dure quatre jours et est réservé à des équipes nationales. C'est ainsi que le Chiricano Julio César González est le premier vainqueur de la compétition.
À partir de cette première édition, Fernando Hirzel est à la tête du comité organisateur de l'épreuve, qu'il réussit à faire grimper dans la hiérarchie des compétitions. Celle-ci devient rapidement la Vuelta Internacional a Chiriquí avec la participation de formations étrangères. Après presque sept ans à la tête du comité, Hirzel cède sa place à M. Felícito Guerra. Puis la tâche échoit à M. Ambrosio Madrid. En 1984, Madrid entre comme trésorier au comité d'organisation puis comme vice-président. Il prend les rênes de la compétition en pleine quatorzième édition, lorsque Felícito Guerra renonce à la présidence. Ambrosio Madrid préside la Vuelta Internacional durant vingt ans.
Au palmarès, la domination colombienne sur l'épreuve est remarquable puisque en quarante éditions, les coureurs cyclistes colombiens en ont remporté vingt et une.
En 2020, avec la victoire de Christofer Jurado, succédant à celle de Franklin Archibold, l'année précédente, pour la première fois, deux coureurs panaméens s'imposent de manière consécutive dans l'épreuve.

## Palmarès
| Année | Vainqueur             | Deuxième                     | Troisième             |
| ----- | --------------------- | ---------------------------- | --------------------- |
| 1981  | Julio César González  |                              |                       |
| 1982  | José Manuel Cuevas    | Rigoberto Zúñiga             | Alcides Caballero     |
| 1983  | Alirio Chizabas       |                              |                       |
| 1984  | Omar Hernández        |                              |                       |
| 1985  | Luis Ramírez          | Olman Ramírez                | Luis Vargas           |
| 1986  | Edgar Sánchez         | Marco Quesada                | Orlando Castillo      |
| 1987  | Edgar Sánchez         | Carlos Palacios              | Juan de Dios Castillo |
| 1988  | José Vicente Díaz     | Pedro Soler                  | Alfonso Alayón        |
| 1989  | Óscar Maldonado       |                              |                       |
| 1990  | Luis Ovidio Vargas    |                              | Óscar Maldonado       |
| 1991  | Óscar Maldonado       | Alfredo Zamora               | Hugo Bolívar          |
| 1992  | Abraham Bethancourt   |                              |                       |
| 1993  | Gustavo Wilches       |                              |                       |
| 1994  | Carlos Cabrera        |                              |                       |
| 1995  | Federico Ramírez (en) |                              |                       |
| 1996  | Josef Lontscharitsch  |                              |                       |
| 1997  | Uberlino Mesa (en)    |                              |                       |
| 1998  | Hernán Darío Muñoz    |                              |                       |
| 1999  | Alexis Caballero      | César Pinto                  | Hernán Darío Muñoz    |
| 2000  | Libardo Niño          | Álvaro Lozano (en)           | Víctor Becerra        |
| 2001  | Ubaldo Mesa (en)      | Víctor Becerra               | José Luis Castel      |
| 2002  | José Adrián Bonilla   | Deiber Esquivel              | Juan Carlos Fonseca   |
| 2003  | Paulo Vargas          | Federico Ramírez (en)        | Deiber Esquivel       |
| 2004  | Héctor Mesa           | Argiro Zapata (en)           | Alexis Rojas (en)     |
| 2005  | Federico Ramírez (en) | Andrey Amador                | Paulo Vargas          |
| 2006  | Juan Pablo Araya      | Juan Carlos Rojas            | Andrey Amador         |
| 2007  | Diego Calderón        | Jhon Freddy García           | Gregory Brenes        |
| 2008  | José Adrián Bonilla   | Gregory Brenes               | José Alberto Montero  |
| 2009  | Stíver Ortiz          | Élder Herrera                | Pedro Herrera         |
| 2010  | Freddy Piamonte       | Rafael Infantino             | Jaime Castañeda       |
| 2011  | Ramón Carretero       | Jorge Humberto Martínez (en) | Álvaro Montoya        |
| 2012  | Óscar Sevilla         | Jorge Humberto Martínez (en) | Salvador Moreno       |
| 2013  | Henry Raabe           | Julián Rodas                 | José Adrián Bonilla   |
| 2014  | Róbigzon Oyola        | Jorge Castelblanco           | Luis Alfredo Martínez |
| 2015  | Óscar Sevilla         | Óscar Álvarez                | Carlos Ospina         |
| 2016  | Edwin Carvajal        | Nicolás Paredes              | Jorge Castelblanco    |
| 2017  | Carlos Samudio        | Jorge Castelblanco           | Óscar Sevilla         |
| 2018  | Didier Chaparro       | Daniel Bonilla               | Bryan Salas           |
| 2019  | Franklin Archibold    | Carlos Samudio               | Jorge Castelblanco    |
| 2020  | Christofer Jurado     | Gabriel Rojas                | Franklin Archibold    |
| 2021  | Bryan Salas           | Rodolfo Villalobos           | Christofer Jurado     |
| 2022  | Marco Tulio Suesca    | Daniel Bonilla               | Franklin Archibold    |
| 2023  | Franklin Archibold    | Gabriel Rojas                | Alex Strah            |
| 2024  | Bolívar Espinosa      | Michael Caballero            | Andrés Alpízar        |